# Nation und Staat
Die Nation und Staat war von 1927 bis 1944 eine deutschsprachige Fachzeitschrift für Minderheitenfragen. Sie erschien als 20-seitiges Monatsheft in allen europäischen Ländern mit deutschen Minderheiten. Bis 1938 trug sie den Untertitel Deutsche Zeitschrift für das europäische Minderheitenproblem, danach Deutsche Zeitschrift für das europäische Nationalitätenproblem. Der Redaktionssitz befand sich in Wien, ab 1938 in Berlin.

## Allgemeines
Die Nation und Staat erschien von 1927 bis 1944 im Verlag der Wilhelm Braumüller Universitätsbuchhandlung. Finanziert und herausgegeben wurde sie von 1927 bis 1933 über Einzelpersonen verschiedener Landesverbände deutscher Minderheiten, wie dem Batschkadeutschen Dr. Jakob Bleyer (Vorsitzender der deutschen Minderheit in Ungarn), dem Baltendeutschen Dr. Paul Schiemann (Vorsitzender der deutschen Minderheit in Lettland), dem Nordschleswiger Johannes Schmidt-Wodder (Vorsitzender der deutschen Minderheit in Dänemark), dem Siebenbürger Sachsen Rudolf Brandsch (Vorsitzender der deutschen Minderheit in Rumänien). Genauso wie heute subventionierte die deutsche Regierung die deutschen Minderheitenverbände im Ausland nebst deren Bildungseinrichtungen und Zeitungen nahezu vollständig zu einhundert Prozent aus Steuermitteln.
Daneben erhielt die Redaktion zeitweise Zuschüsse vom Europäischen Nationalitätenkongress, der verschiedene Minderheitenzeitungen (nicht nur deutsche) finanziell unterstützte und dessen Standpunkte sich in der Nation und Staat widerspiegelten. Das Niveau der Zeitschrift war im Allgemeinen sehr anspruchsvoll und setzte Kenntnisse bei der Unterscheidung zwischen Nation und Staat sowie juristische Grundsätze über Minderheitenfragen einzelner Länder voraus. Konkret beinhalteten die Artikel in wissenschaftlicher Form grundsätzliche Erörterungen über Minoritäteneinflüsse, Rechtskommentare über die Lage einzelner Minderheiten in Europa, Aufsätze über Minderheitenbewegungen, Rezensionen von Büchern und Zeitschriften sowie Berichte über Erfolge und Misserfolge von Volksgruppen in einzelnen Staaten. Lange Zeit enthielt das Blatt verschiedene Darstellungen und Lösungsansätze zur Minderheitenproblematik. Beispielsweise kamen marxistische Theorien von Karl Renner oder Otto Bauer genauso zu Wort wie die zionistischen Vorstellungen von Jitzchak Gruenbaum oder Leo Motzkin, aber auch die Volkstumspolitik von Albert Brackmann oder Norbert Gürke. Erst 1938 nach der Auflösung des Europäischen Nationalitätenkongresses schwenkte die Redaktion ausnahmslos auf die Darstellung der nationalsozialistischen Volkstumspolitik um.
Zum 1. April 1933 übernahm der Verband der deutschen Volksgruppen in Europa die Herausgeberschaft. Als verantwortlicher Redakteur zeichnete bis Ende Mai 1938 Ferdinand von Uexküll-Güldenband (* 1890; † 1939), danach Werner Hasselblatt, der ab Oktober 1942 als alleiniger Herausgeber wirkte. Die Herstellung der Zeitschrift wurde im November 1944 eingestellt. Seit 1961 erscheint als Nachfolgeblatt die Europa Ethnica, welche die Jahrgangszählung der Nation und Staat fortsetzt.

## Bekannte regelmäßige Autoren (Auswahl)
- Jacob Robinson
- Paul Schiemann
- Ewald Ammende
- Janez Starc
- Leo Motzkin
- Jitzchak Gruenbaum
- Johannes Schmidt-Wodder
- Karl Renner
- Rudolf Brandsch
- Ferdinand von Uexküll-Güldenband
- Johannes Schmidt-Wodder
- Werner Hasselblatt
- Karl Maria Swoboda